# Hroniss Grasu
Hroniss Grasu (Northridge, 12 agosto 1991) è un giocatore di football americano statunitense di origini rumene che milita nel ruolo di centro per i Las Vegas Raiders della National Football League (NFL). Al college ha giocato per l'Università dell'Oregon e fu selezionato dai Chicago Bears nel terzo giro del Draft NFL 2015.

## Carriera

### Chicago Bears
Dopo avere giocato al college a football ad Oregon, Grasu fu scelto nel corso del terzo giro (71º assoluto) del Draft NFL 2015 dai Chicago Bears. Debuttò come professionista partendo come titolare nella vittoria della settimana 5 contro i Kansas City Chiefs e chiuse la sua stagione da rookie con otto presenze, tutte come titolare.
Per la sua seconda stagione c'erano grandi aspettative sulla crescita professionale di Grasu, ma il 7 agosto 2016 si infortunà ad un legamento crociato anteriore,  venendo spostato il 30 agosto 2016 nella lista riserve/infortunati e saltando così l'intera stagione.
Nella stagione 2017 Grasu fu utilizzato dai Bears come riserva per le posizioni di guardia o centro. Concluse l'anno con sei presenze, di cui quattro da titolare.
Il 2 settembre 2018 Grasu fu svincolato dai Bears.

### Baltimore Ravens
Il 24 settembre 2018 Grasu firmó con i Baltimore Ravens.. Giocó in tre partite prima di essere svincolato il 24 novembre 2018.

### Miami Dolphins
Il 12 dicembre 2018 Grasu firmò con i Miami Dolphins, ma fu svincolato nove giorni dopo.

### Tennessee Titans
Il 7 febbraio 2019 Grasu firmò con i Tennessee Titans, dove ritrovò il compagno di college Marcus Mariota. Grasu fu svincolato il 31 agosto 2019, per poi essere nuovamente contrattualizzato il 10 settembre 2019. Nuovamente svincolato l'8 ottobre 2019, Grasu fu ricontrattualizzato ancora il 31 ottobre 2019, e poi svincolato il 3 dicembre 2019, senza aver giocato nessuna partita con i Titans.

### Baltimore Ravens (secondo periodo)
Il 4 dicembre 2019 Grasu firmò con i Baltimore Ravens, e il 19 dicembre 2019 giocò la sua unica partita in stagione contro i Pittsburgh Steelers.

### San Francisco 49ers
Il 20 agosto 2020 Grasu firmò con i San Francisco 49ers. Fu svincolato il 5 settembre 2020 per poi essere aggregato alla squadra di allenamento il giorno successivo.
.
Dopo essere stato elevato al roster attivo dalla squadra di allenamento per le prime due gare stagionali, il 26 settembre 2020 Grasu fu promosso dai 49ers nel roster attivo.
Il 19 novembre 2020 Grasu fu spostato nella lista riserve/COVID-19 e poi riattivato sei giorni dopo. Il 28 dicembre 2020 fu nuovamente spostato nella lista COVID-19 e quindi riattivato il 14 gennaio 2021.
Terminó la stagione con 9 presenze di cui tre da titolare.

### Las Vegas Raiders
Il 25 ottobre 2021 Grasu firmò per la squadra di allenamento dei Las Vegas Raiders. Il 17 gennaio 2022 Grasu firmò coi Raiders da riserva/contratto futuro.
Il 30 agosto 2022 Grasu non rientrò nel roster attivo e fu svincolato dai Raiders, per poi firmare il giorno successivo con la squadra di allenamento. Il 10 dicembre 2022 Grasu fu elevato nel roster attivo, andando a coprire il posto lasciato libero dallo svincolato John Simpson. Chiuse la stagione con quattro presenze, di cui una da titolare.
Nella stagione successiva, al termine della fase della preparazione estiva, Grasu non rientrò nel roster attivo dei Raiders e il 29 agosto 2023 fu svincolato, per poi essere aggregato alla squadra di allenamento il 4 settembre 2023. Il 21 dicembre 2023, dopo essere stato elevato per la gara del quindicesimo turno contro i Los Angeles Chargers, fu promosso nel roster attivo.

## Statistiche

### Stagione regolare
| Stagione | Stagione | Stagione | Stagione |
| Anno     | Squadra  | P        | PT       |
| -------- | -------- | -------- | -------- |
| 2015     | CHI      | 8        | 8        |
| 2017     | CHI      | 6        | 4        |
| 2018     | BAL      | 3        | 1        |
| 2019     | BAL      | 1        | 0        |
| 2020     | SF       | 9        | 3        |
| 2022     | LV       | 4        | 1        |
| 2023     | LV       | 1        | 0        |
| Totale   | Totale   | 32       | 17       |

Fonte: Football Database
Statistiche aggiornate alla settimana 15 della stagione 2023